# V大卫
大卫·S·维塔穆图（淡米尔语: வி. டேவிட்，1932年8月26日—2005年7月10日）是马来西亚工会领袖和反对党政治家。他曾四度当选国会议员，分别是孟沙、柑仔园、白沙罗和蒲种。国会议员任内，他以敢于直言印度裔社区的问题而闻名。1984年，他当选世界淡米尔人协会主席。V大卫也已确立五一劳动节为马来西亚公共假日而闻名。

## 事业

### 工会生涯
1953年，V大卫成立雪兰莪州面粉厂工会，并成为工会秘书，同时担任马来亚职工总会执行委员，并于1955年成为全国工厂和工友联合会的秘书长。1958年中，成立运输业工友工会，并担任秘书长一职。
1970年代，V大卫在巴生港成立工人技术学院（WIT），多年来为上千名工人的子女提供受教育机会。1979年，中选大马职工总会秘书长，并成为国际劳工组织监督团成员。

### 政治生涯
在1958年，大卫在马来亚人民社会主义阵线的旗帜下参加吉隆坡市议会选举，并中选成为吉隆坡市议员，但是却在被指参与颠覆活动而遭紧急法令扣留。同年年中被释放。
在1959年全国大选，大卫在社阵的旗帜下中选成为孟沙区国会议员和班台州议员。1964年全国大选面对人民行动党的蒂凡那守土失败，但保住班台州议席。1965年他首次遭内安法令逮捕。1966年社阵解散，劳工党逐步激进化，作为党内温和派的V大卫受到挑战。1966年，在试图解散霹州分部未果后，V大卫辞去副主席一职。
1968年加入同为劳工党温和派领袖陈志勤创立的民政党。1969年全国大选，大卫在民政党的旗帜下中选槟州柑仔园国会议席，重返国会，并第三次中选为班台州议员。同年第二次遭内安法令逮捕。
1973年民政党加入执政党国民阵线后，V大卫退党加入陈志勤创立的社会正义党。1974年全国大选时，柑仔园国会议席和班台州议席均因选区重划而废除。V大卫转战槟州日落洞国会议席，对阵前民政党同志拉西亚，最终败选。
1978年全国大选，V大卫在民主行动党旗帜下竞选白沙罗国会议席，成功击败国大党强人、内阁副部长S. 苏巴马廉，但在1982年全国大选输给后来成为马华公会主席的陈群川。1986年全国大选和1990年全国大选中，V大卫当选蒲种国会议员。1995年因健康问题而退休。

## 纪念
大马职工总会和民主行动党曾提议将八打灵再也的西路更名为“V大卫路”，以纪念这位促使马来西亚将五月一日接纳为劳工假日的身兼工会成员的国会议员。